# Babolsar
Bābolsar (in persiano بابلسر‎) è il capoluogo dello shahrestān di Babolsar, circoscrizione Centrale, nella provincia del Mazandaran in Iran. Aveva, nel 2006, una popolazione di 47.872 abitanti. La città si trova sulla costa meridionale del mar Caspio alla foce del fiume Babol.

## Storia
Babolsar ha assunto il nome attuale nel 1927, mentre prima si chiamava Meshed-i-Sar che significa letteralmente "la strada speciale per Mashhad", poiché l'unica strada che conduceva dall'Iran occidentale al santuario dell'Imam Reza passava da qui. Nel XVIII secolo da piccolo villaggio divenne un florido porto commerciale e durante il regno di Nadir Shah fu la base della flotta iraniana nel mar Caspio. Durante il regno di Reza Pahlavi il porto perse importanza in favore di Bandar-e Torkeman.